# Richard Arkwright

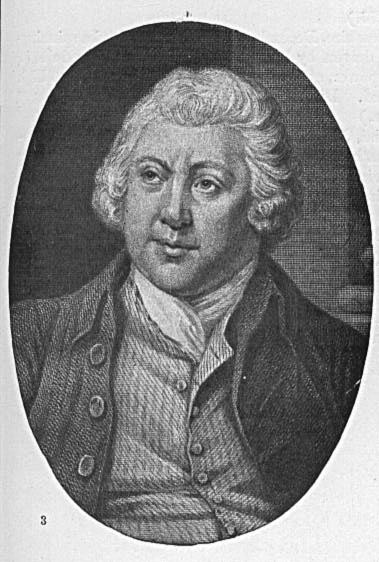
Richard Arkwright

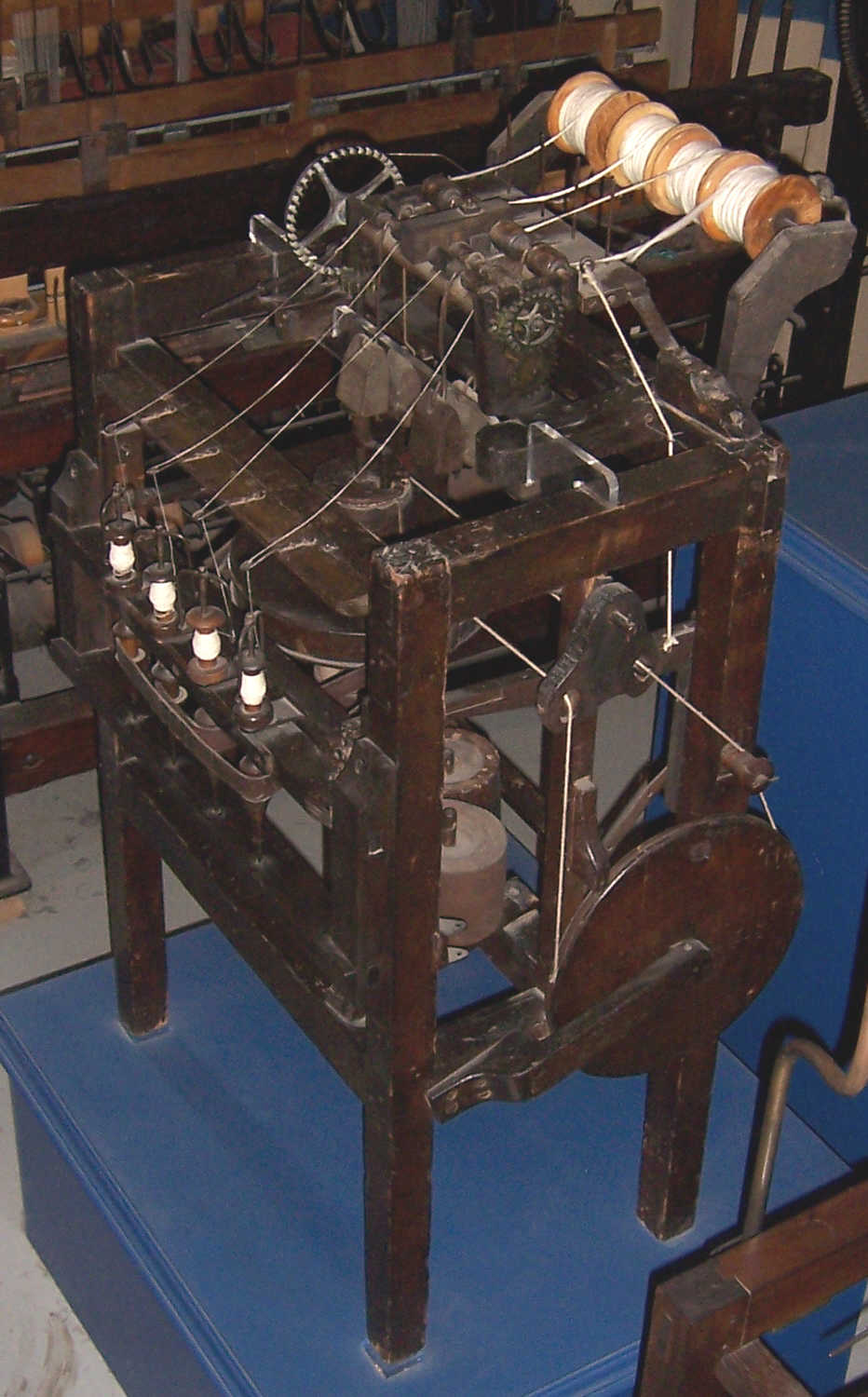
Ett exemplar av Arkwrights Water Frame tillverkat 1775.

Richard Arkwright, född 23 december 1732 i Preston i Lancashire, död 3 augusti 1792 i Cromford i Derbyshire, var en brittisk uppfinnare och företagare inom textilindustrin.

## Biografi
Arkwright var ursprungligen verksam som barberare och perukmakare. Han saknade erfarenhet inom textilindustrin men påbörjade 1764 konstruktionen av sin första maskin som han fick patent på 1769. Denna första maskin var driven av en hästvandring, men 1771 tillverkade han i stället "Arkwrights water frame", en spinnmaskin som drevs med vattenkraft, som producerade ett grovt men starkt bomullsgarn, lämpligt som varp. År 1773 kunde för första gången enfärgade bomullstyger i ren bomull, kalikåer, framställas; tidigare hade lärft använts till varpen. Bomullstygtillverkningen blev den ledande industrin i norra England. Tillsammans med kompanjoner etablerade och ledde Arkwright fabriker, bland annat i Nottingham, Cromford och Manchester, där maskiner utförde alla led i arbetet från kardning till spinning. Arkwright var en framgångsrik konstruktör men hämtade ofta idéerna till sina maskiner från andra uppfinnare; efter juridiska tvister drogs också hans patenträttigheter in.
Arkwright adlades 1786.
Arkwright, Jedediah Strutt och Joseph Wright of Derby var framstående personer i Derby-regionen. Wright målade två porträtt av de andra som finns på Derby Museum and Art Gallery. Där kan man se att Wright tyckte om Strutt, men presenterade Arkwright som en självbelåten människa med en stor mage.